# Roman Griffin Davis
Roman Griffin Davis (Londen, 5 maart 2007) is een Brits acteur. Hij is vooral bekend van zijn hoofdrol als Johannes "Jojo" Betzler in de film Jojo Rabbit.

## Biografie
Davis werd in Londen geboren als zoon van cameraman Ben Davis en schrijver-regisseur Camille Griffin. Zijn acteerdebuut maakte hij in 2019 in de satirische komische film Jojo Rabbit, met Taika Waititi als regisseur. Zijn broers Hardy en Gilby spelen ook een kleine rol in de film als klonen van de Hitlerjugend. Voor deze rol werd hij onder meer genomineerd voor een Golden Globe en hij won de Critics' Choice Award als Best Young Performer. In 2021 speelde hij de rol van Art in de komedie Silent Night, geregisseerd door zijn moeder.

## Filmografie

### Films
| Jaar | Film              | Rol                     | Opmerkingen |
| ---- | ----------------- | ----------------------- | ----------- |
| 2019 | Jojo Rabbit       | Johannes "Jojo" Betzler |             |
| 2021 | Silent Night      | Art                     |             |
| 2025 | The King of Kings | Walter Dickens          | stem        |

### Belangrijke prijzen en nominaties
| Jaar | Prijs                     | Categorie                                             | Film/Serie  | Resultaat   |
| ---- | ------------------------- | ----------------------------------------------------- | ----------- | ----------- |
| 2020 | Critics' Choice Award     | Best Young Performer                                  | Jojo Rabbit | Gewonnen    |
| 2020 | Golden Globe              | Best Actor – Motion Picture Musical or Comedy         | Jojo Rabbit | Genomineerd |
| 2020 | Screen Actors Guild Award | Outstanding Performance by a Cast in a Motion Picture | Jojo Rabbit | Genomineerd |